# 大馬站煲
大馬站煲，簡稱大馬站，是一道廣東菜，為一種材料包括火腩、豆腐、薑片及蝦醬的煲仔菜，故又名豆腐火腩煲。
大馬站的名稱起源於清朝光緒年間，當時兩廣總督張之洞巡經廣州一處名為大馬站的地方，看到當地驛夫、苦力的午飯為一道煲仔菜，張之洞便派下屬查問菜名，但下屬是北方人，不諳粵語，苦力以為是問路便回答「大馬站」，下屬亦以此覆命。此後張之洞命家廚複製，從此此被定名為大馬站煲。